# Emilio Miguel Roberto Daireaux
Emilio Miguel Roberto Daireaux  (Buenos Aires, Argentina, 4 de agosto de 1909 - ibídem, 15 de abril de 1980) fue un abogado argentino designado por el dictador Jorge Rafael Videla para integrar la Corte Suprema de Justicia de la Nación.

## Actuación judicial
Se recibió de abogado en 1934 en la Facultad de Derecho de la Universidad de Buenos Aires y en 1937 ingresó en la administración de justicia en los tribunales de Mercedes, que interrumpió un breve lapso en 1954 para volver una vez que Perón fue derrocado en  septiembre de 1955.
En 1969 fue designado para integrar la Suprema Corte de Justicia de la Provincia de Buenos Aires. Dejó el cargo el 30 de septiembre de 1977 al ser designado por el dictador Jorge Rafael Videla para integrar la Corte Suprema de Justicia de la Nación hasta su fallecimiento. Compartió el Tribunal, en distintos momentos, con Abelardo Rossi, Adolfo Gabrielli, Horacio H. Heredia, Pedro José Frías y Elias P. S. Guastavino.  
Emilio Miguel Roberto Daireaux falleció en Buenos Aires el 15 de abril de 1980.